# Алкиониде
Алкиониде (грч. Αλκυονίδες) су у грчкој митологији биле нимфе.

## Митологија
Биле су кћерке гиганта Алкионеја. Када је Херакле убио њиховог оца, оне су се од жалости бациле у море, али их је Амфитрита претворила у птице зимороде.

## Списак
Познато је седам ових нимфи, мада их је према неким ауторима било девет или једанаест:
- Алкипа
- Анта
- Астерија
- Дримо
- Метона
- Палена
- Фостонија или Фтонија